# Kościół Trójcy Przenajświętszej w Jaworznie
Kościół Trójcy Przenajświętszej – drewniana, rzymskokatolicki, zabytkowa świątynia znajdująca się w Jaworznie w powiecie oleskim. Kościół należy do  Parafii Trójcy Przenajświętszej w Jaworznie w dekanacie krzepickim, archidiecezji częstochowskiej. 30 grudnia 1967 roku pod numerem 939/67 kościół został wpisany do rejestru zabytków województwa opolskiego.

## Historia kościoła
Kościół wybudowano na początku XVI wieku, w miejscu poprzedniego. Był wielokrotnie przebudowany – najważniejsze prace miały miejsce w 1767 oraz w latach 1921–1923. Kościół w Jaworznie różni się od innych kościołów drewnianych opolskiego – wybudowany został nie na terenie Śląska, ale ziemi wieluńskiej, dlatego reprezentuje cechy późnośredniowiecznej architektury drewnianej Wielkopolski. Obok znajduje się wolno stojąca dzwonnica.

## Architektura i wnętrze kościoła
Jest to obiekt orientowany, konstrukcji zrębowej z wieżą konstrukcji słupowej, oszalowany.
Dach kościoła jest dwuspadowy, kryty gontem z szerokim okapem. Na dachu, nad nawą, znajduje się blaszana wieżyczka na sygnaturkę; drugą wieżyczkę umieszczono nad namiotowym dachem wieży. Kaplice mają dachy niższe, dwuspadowe, przechodzące w trójpołaciowe.
Świątynia posiada wieloboczne prezbiterium, łączące się z zakrystią od północnej strony, a od strony zachodniej z prostokątną nawą, wydłużono w latach 20. XX wieku. Nawa została poszerzona o dwie kaplice – w kierunku północnym w 1767, a w południowym podczas ostatniej przebudowy. Z południowej strony ławy znajduje się kruchta. Stropy są płaskie, obite listwami, natomiast ściany oszalowano sosnowymi, lakierowymi deskami.
Ołtarz z obrazem Trójcy Świętej w prezbiterium jest barokowy – pochodzi z XVIII wieku. W lewej kaplicy ustawiono kolejny barokowy ołtarz z obrazem św. Teresy z XVIII wieku.
Podczas remontu w 1802 wykonano nowe pokrycie dachu, w 1887 oszalowano kościół z zewnątrz, wymalowano wnętrza oraz dokonano przebudowy świątyni. Najbardziej kontrowersyjne (z punktu widzenia zasad konserwatorskich) były prace z lat 20. XX wieku, kiedy dwukrotnie przedłużono nawę główną od zachodu oraz dobudowano kaplicę południową, nadając w ten sposób świątyni kształt krzyża łacińskiego.
W latach 70. oszalowano wnętrze oraz wymieniono okna z prostokątnych za półkuliste. W latach 80. powstało nowe, granitowe ogrodzenie kościoła oraz parking dla samochodów.

## Organy
Organy zostały wybudowane przez firmę Rieger jako opus 1352. W 2016 roku instrument był nieczynny przez fatalny stan techniczny. Po otwarciu szafy instrumentu widoczne były wykrzywione lub przewrócone piszczałki, a także wolnostojący stół gry nosił znamiona uszkodzeń. Z boku szafy została wbudowana dmuchawa.
Dyspozycja instrumentu:
| Manuał                 | Pedał         |
| ---------------------- | ------------- |
| 1. Salicional 8'       | 1. Subbas 16' |
| 2. Vox celestis 8'     |               |
| 3. Solo Aeoline 8'     |               |
| 4. Lieblich-Gedeckt 8' |               |
| 5. Rohrflöte 4'        |               |
| 6. Dolce 4'            |               |